# Francisco Craveiro Lopes
Francisco Higino Craveiro Lopes (Portugisisk udtalelse: [fɾɐ̃ˈsiʃku iˈʒinu kɾɐˈvɐjɾu ˈlɔpɨʃ]; 12. april 1894 – 2. september 1964) var en portugisisk politiker og militærmand, som var den 12. præsident i Portugal mellem 1951 og 1958.